# Ilias El Hafedi
Ilias El Hafedi (12 ottobre 1989) è un giocatore di calcio a 5 e calciatore norvegese, centrocampista del Rommen.

## Carriera

### Club
Nel 2008, ha giocato nelle giovanili del Lillestrøm. Nello stesso anno, è passato al Vestli, per poi accordarsi con l'Oslo City nel 2010. Dopo essere tornato al Vestli nel 2011, ha firmato per il Grorud nel 2012. Ha cominciato il 2013 nel Gjellerasen, per poi passare allo Skeid nel corso dell'anno. Nel 2015 si è trasferito al Gjerdrum.

### Nazionale
Gioca per la Nazionale di calcio a 5 della Norvegia.